# 三副機師
三副駕駛（英文：Third officer）亦稱三副機師、三級副駕駛及第三副駕駛等等，是整個駕駛室內資歷最淺的一級。此職級最初是由泛美航空所設立的，用來駕駛飛剪號的長途航班。三副駕駛也可以替代機長、副駕駛、飛航工程師或者無線電員的工作，讓其他飛行員得以休息。目前三副駕駛的職級並不普及，此職級大多由二副駕駛或者初級副駕駛所取代。